# Cerachipteria minuscula
Cerachipteria minuscula är en kvalsterart som först beskrevs av Berlese 1902.  Cerachipteria minuscula ingår i släktet Cerachipteria och familjen Achipteriidae. Inga underarter finns listade i Catalogue of Life.